# 第三次结集
第三次结集又称華氏城結集，佛教術語，“結集”或“集結”是指僧伽集會合誦經典。在大約佛陀入滅235年前後，由阿育王召集在華氏城举行。當時有大量外道為了供養混入佛教，比丘僧伽不同他們一起舉行布薩會和自恣會，因此阿育王園寺（雞園寺）七年沒有舉行布薩會，阿育王請回目犍连子帝须尊者平息諍論舉行布薩會。在阿育王遣散所有外道之後，帝須尊者舉行布薩會，此後選取了一千位通達三藏的阿羅漢進行合誦，合誦歷時九個月完成。
由于這次结集仅保存在南传佛教文献中，而无其他资料佐证，有许多佛学家对这次集结持怀疑态度。北傳佛教有大眾部、正量部和說一切有部所傳的發生在阿育王時代的第三次結集。

## 傳教
這次結集的最重要成果是派遣了精通佛陀的法與律并默記於心的僧侶到九個不同的國家去傳教。
| 國家                                              | 傳教者                               |
| ------------------------------------------------- | ------------------------------------ |
| (1) Kasmira-Gandhara (迦濕彌羅-健馱邏)            | Majjhantika/Mahyantika 末闡提尊者    |
| (2) Mahisamandala (邁索爾)                        | Mahadeva 摩訶提婆尊者                |
| (3) Vanavasi(瓦纳瓦西)                            | Rakkhita 勒棄多尊者                  |
| (4) Aparantaka (北部古吉拉特、卡提瓦、喀奇和信德) | Yona-Dhammarakkhita 希臘人曇無德尊者 |
| (5) Maharattha (馬哈拉施特拉)                     | Mahadhammarakkhita 摩訶曇無德尊者    |
| (6) Yona (希臘世界)                               | Maharakkhita 摩訶勒棄多尊者          |
| (7) Himavanta (喜馬拉雅山邊萨特莱杰河上游)        | Majjhima 末示摩尊者                  |
| (8) Suvannabhumi 金地(現屬緬甸的孟族地區/泰國)    | Sona, Uttara 須那迦尊者、欝多羅尊者  |
| (9) Lankadipa (斯里蘭卡)                          | Mahamahinda 摩哂陀尊者               |

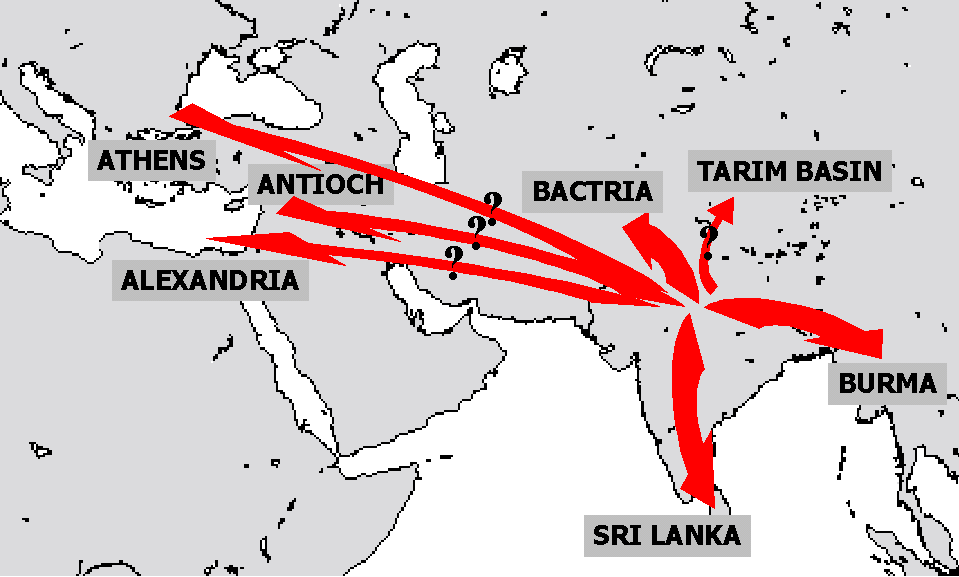
在阿育王(公元前260年–前218年)時代佛教的傳播

到斯里蘭卡、迦濕彌羅和健馱邏的傳教非常成功，導致了佛教在這些地區的長期存在和居主導地位。
阿育王摩崖法敕第十三篇：
然，天愛思惟、依法之勝利，此才是最上之勝利。而此勝利，天愛既再三於（此朕之領內）并至六百由旬止，凡於諸隣邦人之間 —— 於此有稱為安提瑜迦之臾那王，又越過其安提瑜迦王，有稱為土羅耶王、安提奇那王、摩迦王、阿利奇修達羅王之四王，在南方可得周達諸王、般提耶諸王，以至錫蘭王。如此，在此（天愛）王之版圖於臾那人，於柬埔家人之間的那婆加人、於那婆般提人之間的普闇人、於美提尼奇耶之間的安睹羅人、於波隣達人之間亦到達隨順天愛法之教敕。更於天愛之使臣未到達之處，諸人聞而進行隨順於法，以實行天愛之法、制規及法之教敕，又將來亦應隨順。依如此之事，於一切處所得之勝利，不問其如何者，即於，何處皆是此喜悅為本質之勝利。然，此喜悅實輕微之事而已。天愛思惟，唯關於後世者持大果也。
斯里蘭卡編年史《大史》記載：在公元前2世紀，臾那大法護長老帶領三萬比丘從臾那的亞歷山卓而来，參與了杜多伽摩尼王興建大窣堵坡，杜多伽摩尼王與《彌蘭王問經》所記述的米南德一世同時在位。

## 其他部派
基於現代學者的整理，其他部派第三次結集還有：
- 說一切有部: 《大毘婆沙論》記載，在摩揭陀國華氏城雞園寺，大天比丘提出對阿羅漢餘習和證道機緣的五種說法（大天五事）[9]，導致了佛教根本分裂。[10]《異部宗輪論》記載此事件發生在孔雀帝國阿育王時代。[11]《三論玄義檢幽集》卷五（引真諦《部執論疏》）說：“王妃既有勢力，即令取破船，載諸羅漢，送恒河中。羅漢神通飛空而去，往罽賓國。… …阿輸柯王問眾人云：諸阿羅漢今並何在？有人答云：在罽賓國。即遣往迎盡還供養。大天先既改轉經教，雜合不復如本。諸阿羅漢還復聚集，重誦三藏。……至此時，三藏已三過誦出”。[12]所以三百多年後迦膩色迦王時的結集[13]依次就是第四次結集。
- 犊子部[14]: 西藏翻譯的毘跋耶（清辨）的《異部精釋》。所舉部派分化的不同傳說中第三說為正量部[15]的傳說：“世尊般涅槃後，一百三十七年，經難陀王而至摩訶缽土摩王時[16]，於華氏城集諸聖眾”。“僧伽諍論大起，長老龍及堅意等多聞者，宣揚根本五事。……由是分為二部”。“如是僧伽紛爭，經六十三年，及犢子長老，集諸僧伽，息諸諍論，舉行第三結集”。[17]

據法顯三藏《摩訶僧祇律私記》中記載：
- 大眾部：“中天竺昔時。暫有惡王御世。諸沙門避之四奔。三藏比丘星離。惡王既死更有善王。還請諸沙門還國供養。時巴連弗邑有五百僧。欲斷事而無律師。又無律文無所承案。即遣人到祇洹精舍。寫得律本于今傳賞。……佛泥洹後。大迦葉集律藏為大師宗……。大迦葉滅後。次尊者阿難……。次尊者末田地……。次尊者舍那婆斯……。次尊者優波崛多……。於是遂有五部名生。初曇摩崛多別為一部[18]。次彌沙塞別為一部[19]。次迦葉維復為一部[20]。次薩婆多。……自上諸部義宗各異。……於是五部並立紛然競起。各以自義為是。時阿育王言。我今何以測其是非。於是問僧佛法斷事云何。皆言法應從多。王言若爾者。當行籌知何眾多。於是行籌取本眾籌者甚多。以眾多故。故名摩訶僧祇。”[21]

## 背景知識

### 摩揭陀王世系
佛教典籍對在頻婆娑羅王到阿育王之間的摩揭陀國王的記載：
- 《阿育王傳》：阿闍世王、優陀那拔陀羅王、文荼王、烏耳王(Kakavarna)[22]、莎破羅王、兜羅貴之王、莎呵蔓荼羅王、波斯匿王、難陀王、頻頭莎羅王。[23]《阿育王經》：頻頭娑羅王的父親是旃那羅笈多王。[24]
- 《善見律毘婆沙》：阿闍世王、欝陀耶跋陀羅王[25]、阿㝹樓陀王、閔蹰王、那迦逮婆迦王、脩脩佛那迦王、迦羅阿育王(Kalashoka)、迦羅阿育王十子、九難陀王、栴陀掘多王、賓頭沙羅王。[26]

### 五師傳承
佛教典籍記載了阿育王所尊崇的優波毱多尊者和目揵連子帝須尊者的傳承：
- 《阿育王傳》：大迦葉尊者、阿難尊者、摩田提尊者，商那和修尊者、優波毱多尊者。[28]
- 《善見律毘婆沙》：優波離尊者、馱寫拘尊者、須那拘尊者[29]、悉伽婆尊者、目揵連子帝須尊者。[30]

據《阿育王傳》商那和修尊者與摩田提尊者都是阿難尊者的弟子，摩田提尊者、商那和修尊者、優波毱多尊者和阿育王為佛滅百年之後的人物。《大唐西域記》引“迦濕彌羅國志”稱末田底迦尊者在佛滅後第五十年來迦濕彌羅建國傳教。按《根本說一切有部毘奈耶雜事》奢搦迦尊者與弟子鄔波笈多尊者等離世後舉行了第二次結集，印順法師《佛教史地考論》稱商那和修尊者就是第二次結集八大長老中的娑那參復多尊者。據《善見律毘婆沙》當時年少的悉伽婆尊者參與了第二次結集。

### 律分五部
據東漢安世高三藏(公元147年-170年於漢地譯經傳教)譯《大比丘三千威儀》: 
- 薩和多部者。博通敏智、導利法化。應著絳袈裟。
- 曇無德部者。奉執重戒、斷當法律。應著皂袈裟。
- 迦葉維部者。精勤勇決、拯護眾生。應著木蘭袈裟。
- 彌沙塞部者。禪思入微、究暢玄幽。應著青袈裟。
- 摩訶僧部者。勤學眾經、敷演義理。應著黃袈裟。